# Estnisches Nationalmuseum

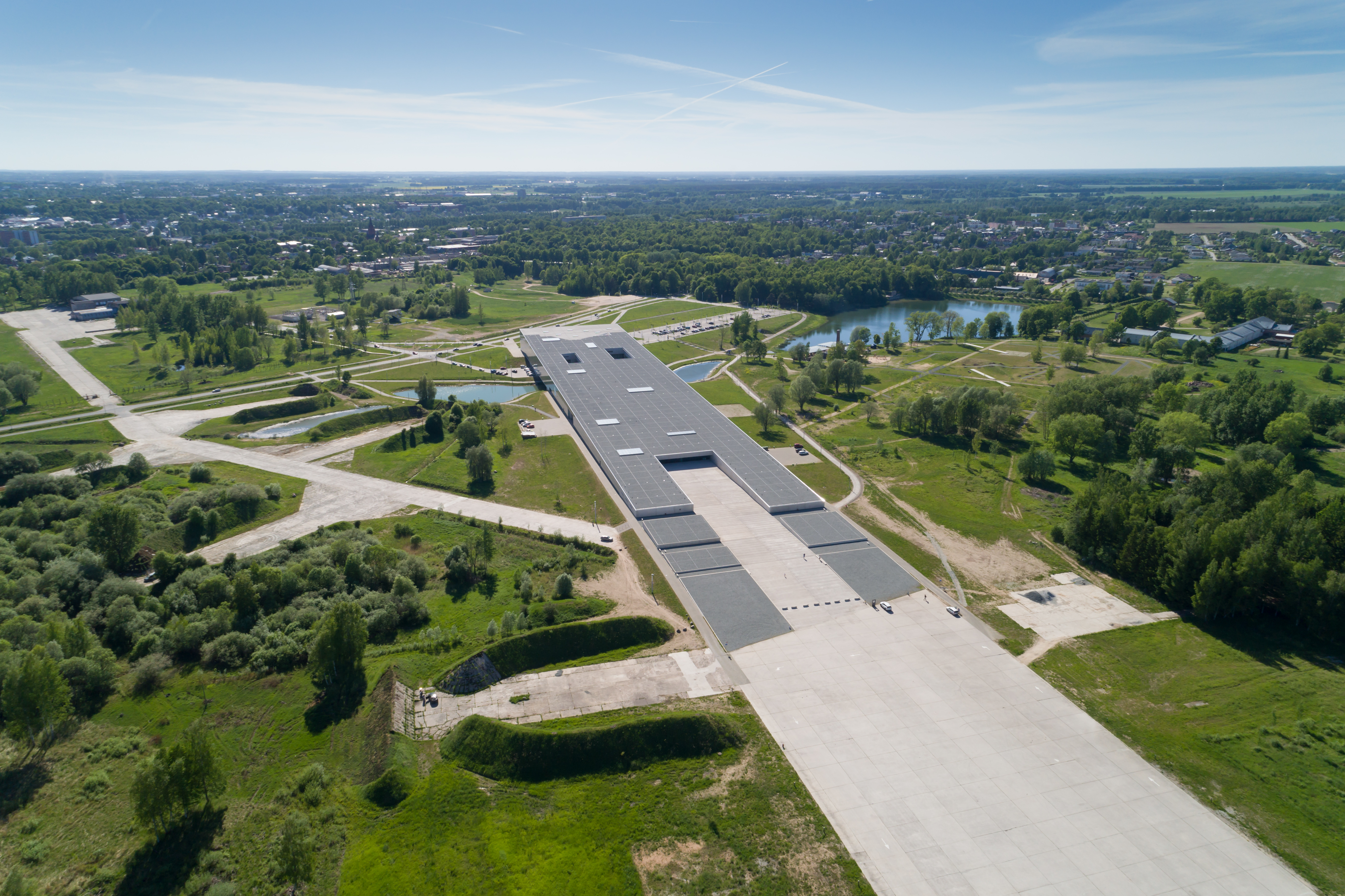
Estnisches Nationalmuseum

Das Estnische Nationalmuseum (estnisch Eesti Rahva Muuseum – ERM) befindet sich im südestnischen Tartu. Es umfasst die weltweit bedeutendste Sammlung zur estnischen Volkskultur und den ländlichen Wurzeln des estnischen Volkes. Zugleich ist es eine ethnologische Forschungsstätte und lädt häufig zu Vorträgen, Kolloquien und Tagungen zur estnischen Volkskunde ein.

## Geschichte

Neues Hauptgebäude des Nationalmuseums

Das Nationalmuseum wurde 1909 im livländischen Tartu (deutsch Dorpat) noch unter zaristischer Herrschaft gegründet. Ziel war es, zur Sammlung und Bewahrung der estnischen Volkskultur beizutragen.

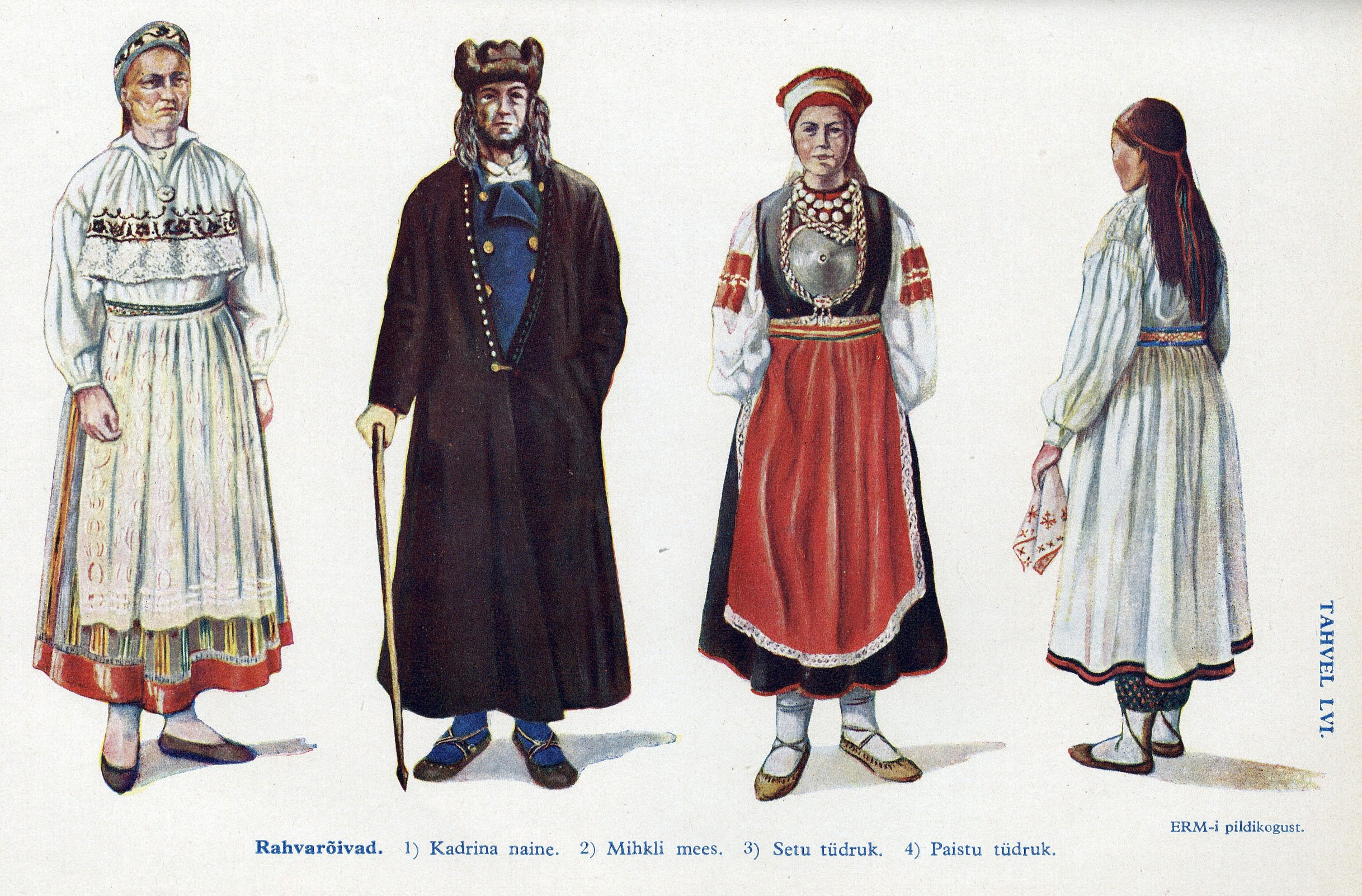
Estnische Trachten:
1. Kadrina 2. Mihkli 3. Setumaa 4. Paistu

Das Museum ist dem Erbe des estnischen Volkskundlers Jakob Hurt (1839–1907) verpflichtet, einem der wichtigsten frühen Sammler estnischer Volkskunst. Dessen Sammlung ethnographischer Objekte aus der zweiten Hälfte des 19. Jahrhunderts bildete neben den Sammlungen anderer wissenschaftlichen Gesellschaften in Estland, wie der Estnischen literärischen Gesellschaft, dem Verein Studierender Esten oder auch der Gelehrten Estnischen Gesellschaft, den Grundstock des heutigen Museums. Einer der Initiatoren zur Gründung des Estnischen Nationalmuseums war der estnische Diplomat, Volkskundler und Linguist Oskar Kallas (1868–1946).
1913, vier Jahre nach seiner Gründung, stellte die Stadt Tartu dem Museum erste geeignete Räumlichkeiten zur Verfügung. 1922 zog das Museum in den Tartuer Stadtteil Raadi in ein repräsentatives Herrenhaus um und stellte einen festbezahlten Direktor ein. 1923 wurde die erste ständige Ausstellung eröffnet.
Während des Zweiten Weltkriegs wurde das Hauptgebäude des Museums durch einen sowjetischen Bombenangriff 1944 schwer beschädigt. Es diente während der sowjetischen Besetzung Estlands als Unterkunft für die Rote Armee. Das Museum selbst zog in die Tartuer Innenstadt und wurde als „Staatliches Ethnographisches Museum der Estnischen SSR“ (Eesti NSV Riiklik Etnograafiamuuseum) wiedereröffnet. Die Sammlungen selbst waren über die ganze Stadt verteilt in verschiedenen Gebäuden untergebracht. 1988, im Zeichen von Glasnost und Perestroika, erhielt das Estnische Nationalmuseum seinen ursprünglichen Namen zurück.
Auf dem Gelände des ehemaligen sowjetischen Flugplatzes Raadi entstand ab 2009 ein Neubau nach einem Entwurf des Pariser Architekturbüros Dorell.Ghotmeh.Tane / Architects (DGT). Das neue Museum wurde von Staatspräsident Toomas Hendrik Ilves am 29. September 2016 eröffnet.

## Sammlung

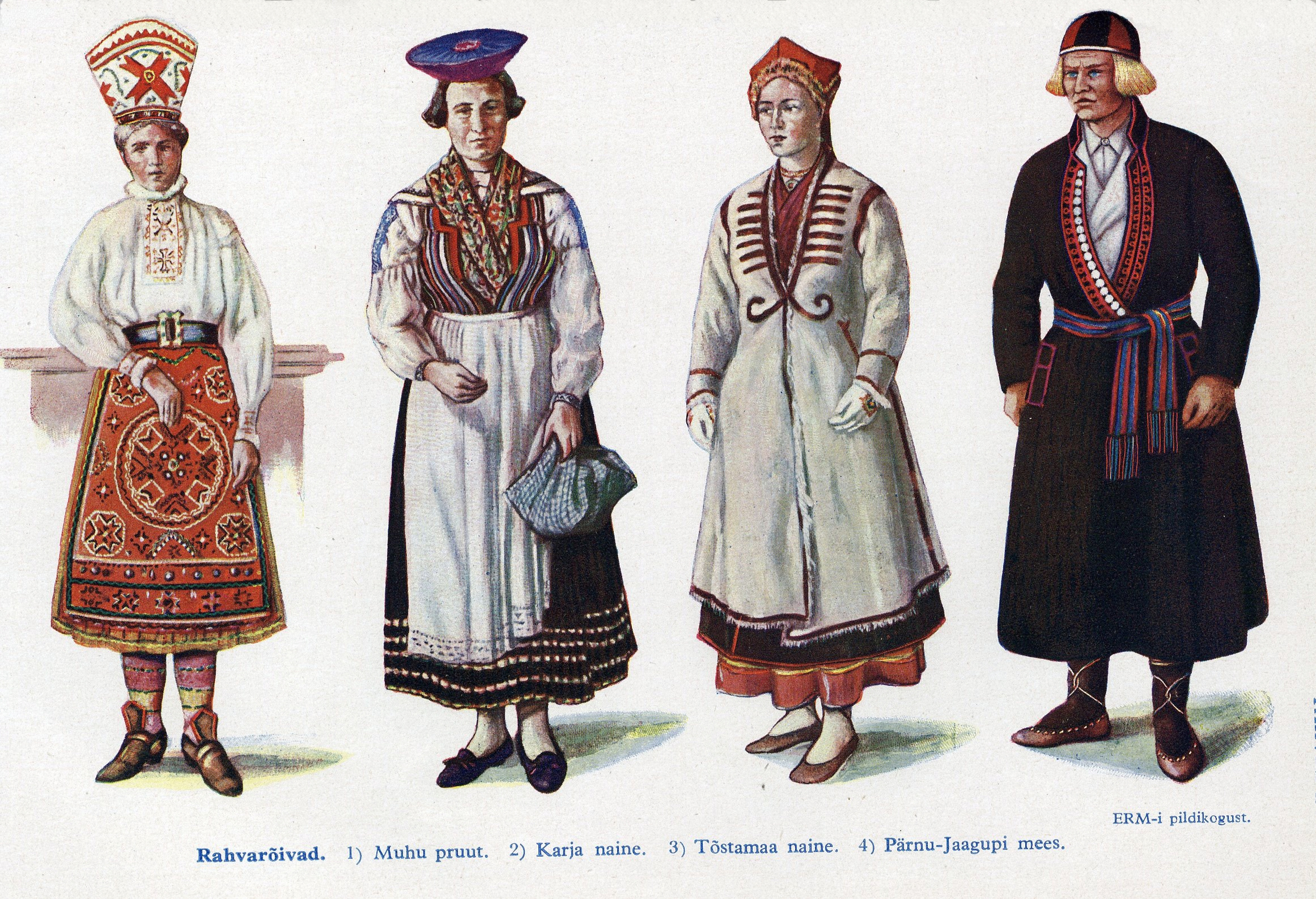
Estnische Trachten:
5. Muhu 6. Karja 7. Tõstamaa 8. Pärnu-Jaagupi

Das Museum stellt umfassend die Geschichte, Lebensweise und Traditionen der Esten und anderer finno-ugrischer Völker sowie der in Estland lebenden nationalen Minderheiten dar.
Das neue Museum ist – wie das alte – ein vor allem volkskundliches Museum. Der Hauptteil der Dauerausstellung, mit „Begegnungen“ überschrieben, zeigt die estnische Kultur, u. a. das reiche Liedgut, insbesondere den Runo-Gesang, das bäuerliche Brauchtum, die ländlichen Feste und Feiertage, das traditionelle Handwerk und Kunsthandwerk, Trachten aus allen Regionen des Landes sowie rund 3.000 Fotografien von Johannes Pääsuke, die das Leben auf dem Lande zwischen 1908 und 1918 dokumentieren. Am Beispiel des Schicksals einzelner Menschen stellt das Museum aber auch die Geschichte Estlands in den Jahrzehnten der sowjetischen Besetzung dar und deren Bemühen, das estnische Volk zu russifizieren.
Der zweite Teil der Dauerausstellung, mit „Echo des Urals“ überschrieben, ist der Vielfalt der Kulturen, Sprachen und Geschichten der finno-ugrischen Völker beiderseits des Uralgebirges gewidmet.